# 蓋爾島
蓋爾島（英語：Guile Island），是南極洲的島嶼，處於杜柴拉德島西南面2公里，屬於比斯科群島的一部分，由英國探險隊繪入地圖，現時由南極條約體系管理。